# Medalistki mistrzostw Polski seniorów w chodzie na 35 kilometrów
Medalistki mistrzostw Polski seniorów w chodzie na 35 kilometrów – zdobywczynie medali seniorskich mistrzostw Polski w konkurencji chodu na 35 kilometrów.
Po raz pierwszy mistrzostwa Polski w chodzie na 35 km kobiet rozegrano 14 maja 2022 w Opolu. Zastąpiły one rozgrywane w latach 2018 i 2019 mistrzostwa Polski w chodzie na 50 kilometrów. Pierwszą mistrzynią została Katarzyna Zdziebło.
Mistrzostwa te rozgrywane są w innym miejscu i terminie, co główne mistrzostwa Polski.

## Medalistki
| NR - rekord kraju \| PB – rekord życiowy \| SB – najlepszy wynik w sezonie \| NL – najlepszy wynik w polskich tabelach w sezonie |

| Mistrzostwa    | 1. miejsce                         | Rezultat | 2. miejsce                         | Rezultat | 3. miejsce                         | Rezultat |
| Opole 2023     | Katarzyna Zdziebło LKS Stal Mielec | 2:49:37  | Agnieszka Ellward WKS Flota Gdynia | 3:13:39  | [ a ]                              |          |
| Dudince 2023   | Katarzyna Zdziebło LKS Stal Mielec | 2:48:53  | Olga Chojecka WLKS Nowe Iganie     | 2:51:23  | Agnieszka Ellward WKS Flota Gdynia | 3:06:13  |
| Sulejówek 2024 | odwołane                           |          |                                    |          |                                    |          |
| Dudince 2025   | Katarzyna Zdziebło LKS Stal Mielec | 2:46:59  | Agnieszka Ellward WKS Flota Gdynia | 2:55:51  | Anna Zdziebło LKS Stal Mielec      | 3:03:34  |

## Klasyfikacja medalowa
W historii mistrzostw Polski seniorów na podium tej imprezy stanęły w sumie 4 chodziarki.
| Lp. | Zawodniczka        | Złoto | Srebro | Brąz | Razem |
| 1.  | Katarzyna Zdziebło | 3     | 0      | 0    | 3     |
| 2.  | Agnieszka Ellward  | 0     | 2      | 1    | 3     |
| 3.  | Olga Chojecka      | 0     | 1      | 0    | 1     |
| 3.  | Anna Zdziebło      | 0     | 0      | 1    | 1     |